# San Antonio Ocopetlatlán
San Antonio Ocopetlatlán är en ort i Mexiko.   Den ligger i kommunen Xicotepec och delstaten Puebla, i den sydöstra delen av landet, 150 km nordost om huvudstaden Mexico City. San Antonio Ocopetlatlán ligger 1 197 meter över havet och antalet invånare är 1 082.
Terrängen runt San Antonio Ocopetlatlán är kuperad söderut, men norrut är den bergig. Runt San Antonio Ocopetlatlán är det ganska tätbefolkat, med 86 invånare per kvadratkilometer. Närmaste större samhälle är Xicotepec de Juárez, 3,6 km norr om San Antonio Ocopetlatlán. I omgivningarna runt San Antonio Ocopetlatlán växer i huvudsak städsegrön lövskog.